# Adast
Adast ist eine kleine französische Gemeinde mit 302 Einwohnern (Stand 1. Januar 2022) im Département Hautes-Pyrénées in der Region Okzitanien (zuvor Midi-Pyrénées). Sie gehört zum Arrondissement Argelès-Gazost und zum Kanton La Vallée des Gaves.

## Geografie
Die Gemeinde liegt in den Pyrenäen in der historischen Provinz Bigorre, 14 Kilometer südlich von Lourdes, am orografisch linken Ufer des Flusses Gave de Pau. Nachbargemeinden von Adast sind Beaucens im Osten, Pierrefitte-Nestalas im Süden, Uz im Südwesten und Saint-Savin im Nordwesten,. Das Gemeindegebiet umfasst 105 Hektar, die mittlere Höhe beträgt 488 Meter über dem Meeresspiegel, die Mairie steht auf einer Höhe von 450 Metern.
Adast ist einer Klimazone des Typs Cfb (nach Köppen und Geiger) zugeordnet: Warmgemäßigtes Regenklima (C), vollfeucht (f), wärmster Monat unter 22 °C, mindestens vier Monate über 10 °C (b). Es herrscht Seeklima mit gemäßigtem Sommer.

## Bevölkerungsentwicklung
| Jahr      | 1968 | 1975 | 1982 | 1990 | 1999 | 2009 | 2020 |
| Einwohner | 174  | 200  | 205  | 203  | 227  | 253  | 298  |

## Kultur und Sehenswürdigkeiten
Die Katholiken in Adast sind Teil der römisch-katholischen Pfarrei Saint-Savin des Bistums Tarbes und Lourdes. Die Kirche Saint-Barthélémy wurde im 12. Jahrhundert erbaut. Ihr Schutzpatron ist Bartholomäus, dessen Gedenktag am 24. August gefeiert wird. Vom ursprünglichen Kirchenbau ist nur das romanische Tympanon erhalten. Im 18. Jahrhundert wurde die Kirche mehrfach umgebaut. 1860 wurde sie vergrößert, an der Südseite des Gebäudes wurde eine Sakristei hinzugefügt, an der Nordseite eine Seitenkapelle. 1887 wurde ein neuer Kirchturm gebaut, da der alte Kirchturm sich stark zur Seite geneigt hatte und einzustürzen drohte.

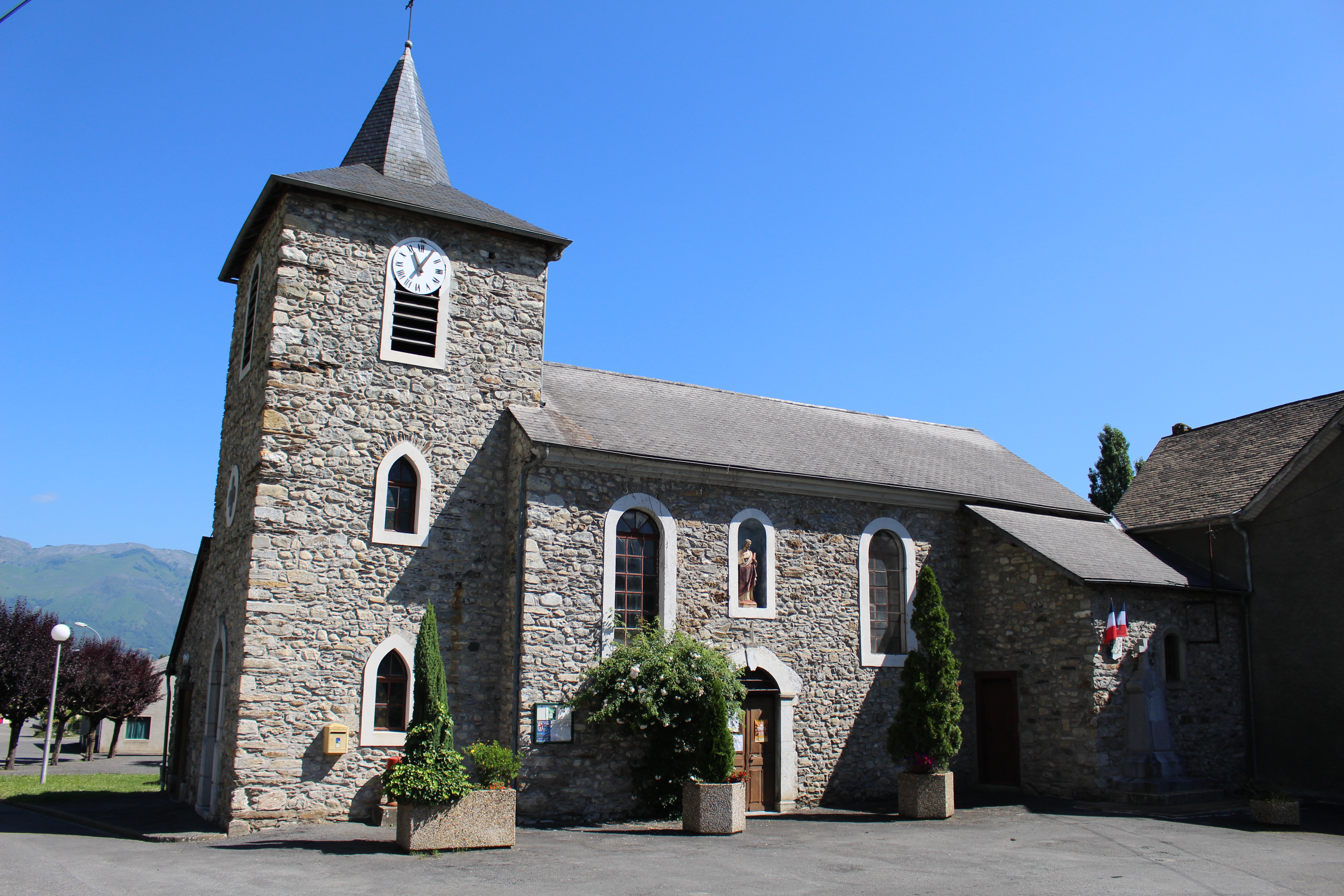
Kirche St. Bartholomäus
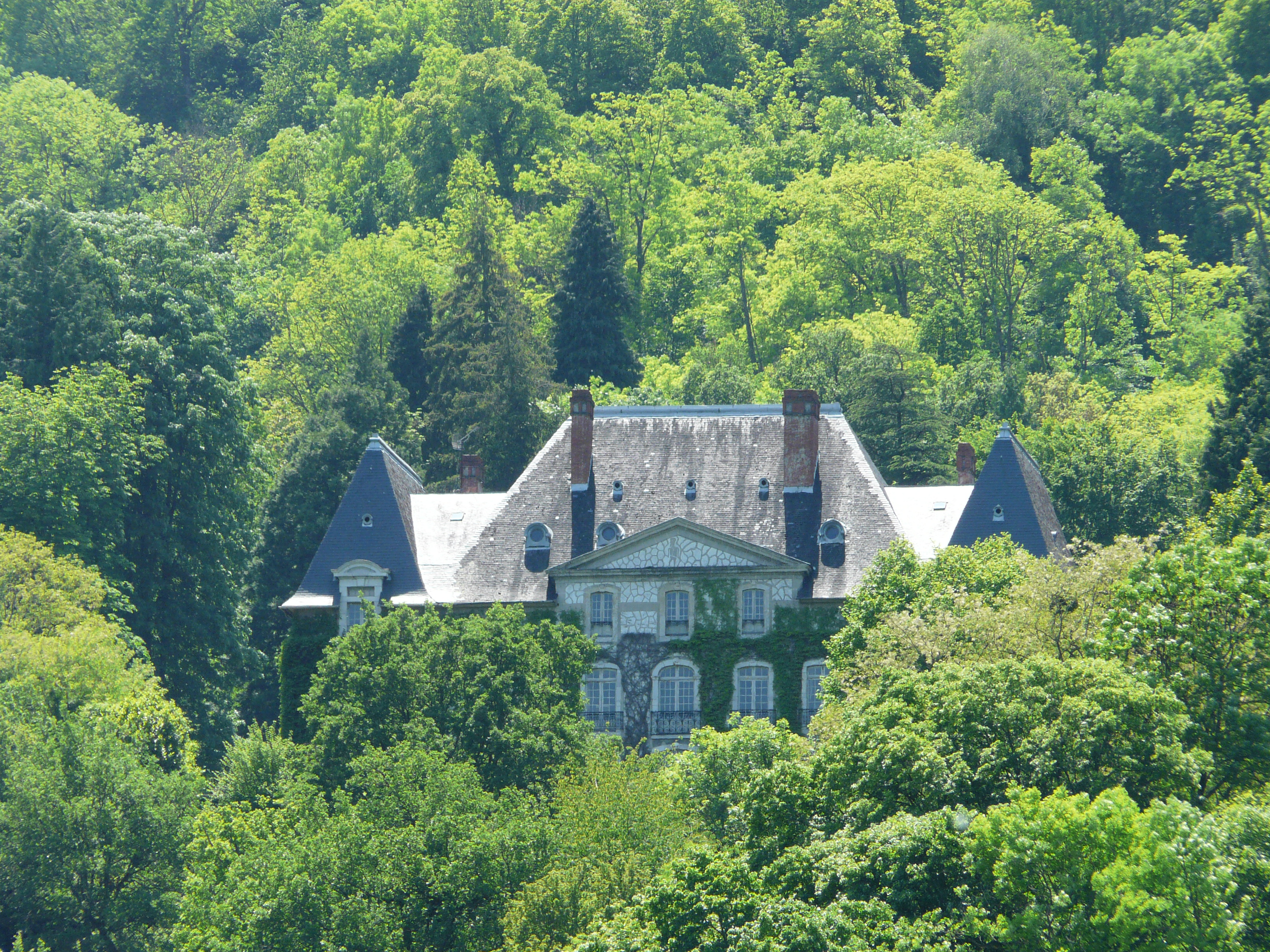
Schloss Miramont
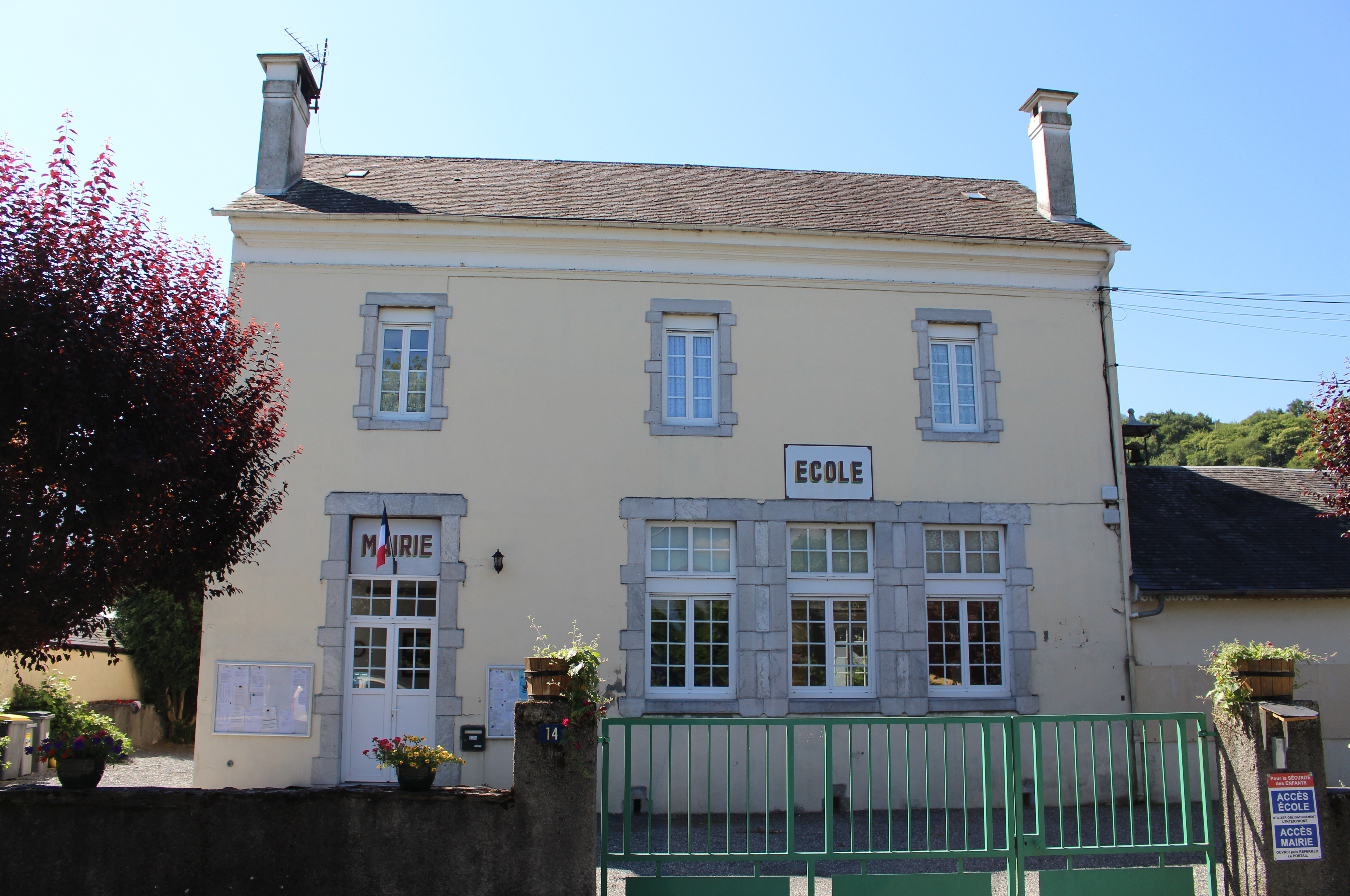
Rathaus (mairie) und Schule
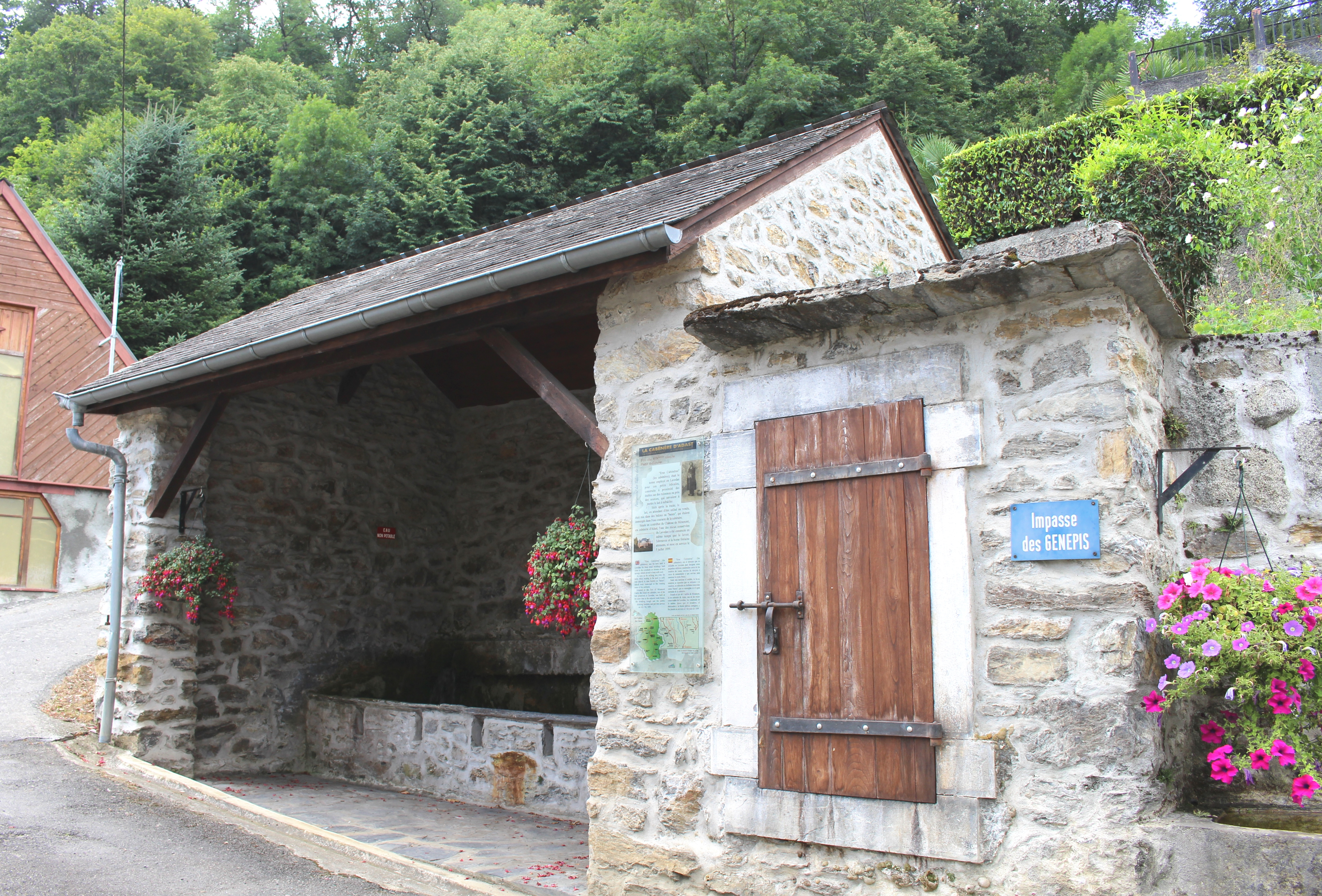
Ehemaliges öffentliches Waschhaus
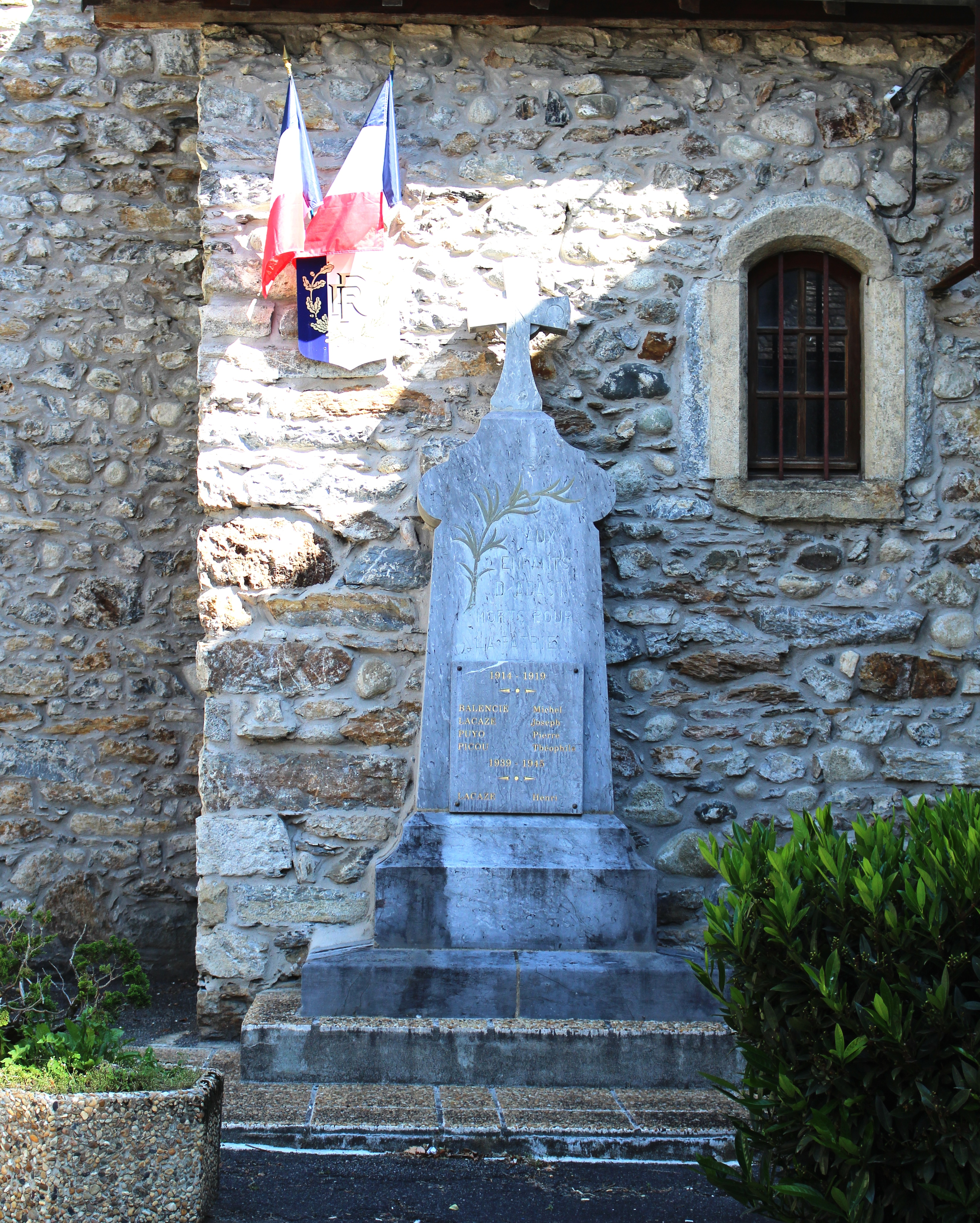
Gefallenendenkmal

## Wirtschaft
Im Jahr 2009 waren 11,4 Prozent der Erwerbstätigen in der Gemeinde beschäftigt, die anderen waren Pendler. 8,7 Prozent der Arbeitnehmer waren arbeitslos.
Es gibt in Adast vier Pensionen (franz. Chambre d’hôtes) mit einer Bewertung von zwei bis drei Ähren, die der Initiative Gîtes de France angeschlossen sind. Die Gîtes werden einer Klassifikation unterzogen, wobei 1 bis 5 Ähren als Gütezeichen vergeben werden.
Es gibt eine öffentliche Elementarschule in Adast.
Der nächste Bahnhof befindet sich in Lourdes. Der nächste Flughafen ist der 23,5 Kilometer entfernt liegende Flughafen Lourdes.

### Lokale Produkte
Auf dem Gemeindegebiet gelten geschützte geographische Angaben (IGP) für Hausenten für Foie gras (Canard à foie gras du Sud-Ouest), Geflügel (Volailles de Gascogne oder du Béarn), Schinken (Jambon de Bayonne), Tomme des Pyrénées und Weiß-, Rosé- und Rotwein mit der Bezeichnung Comté Tolosan.